# Dolina Kondratowa

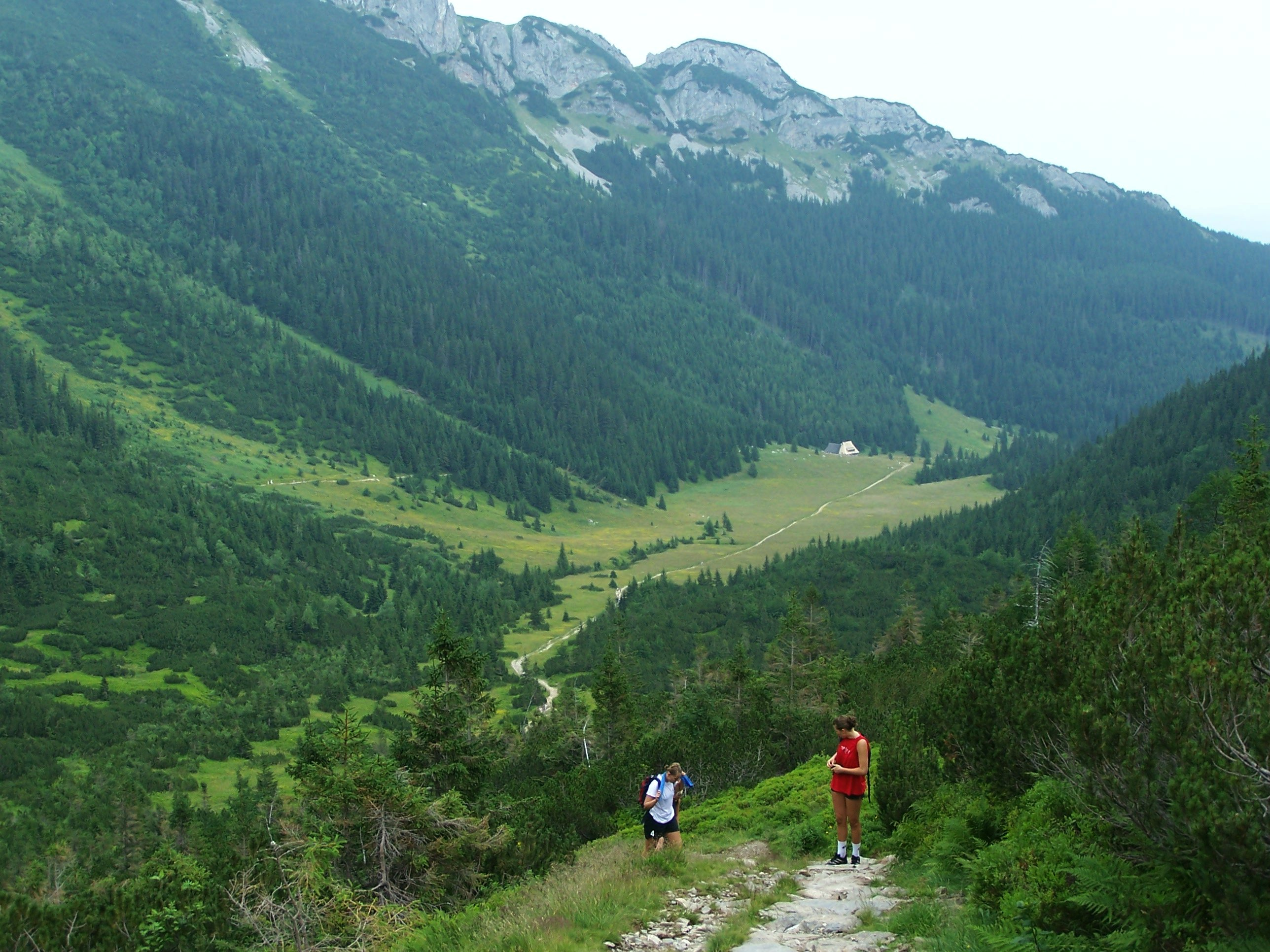
Dolina Kondratowa

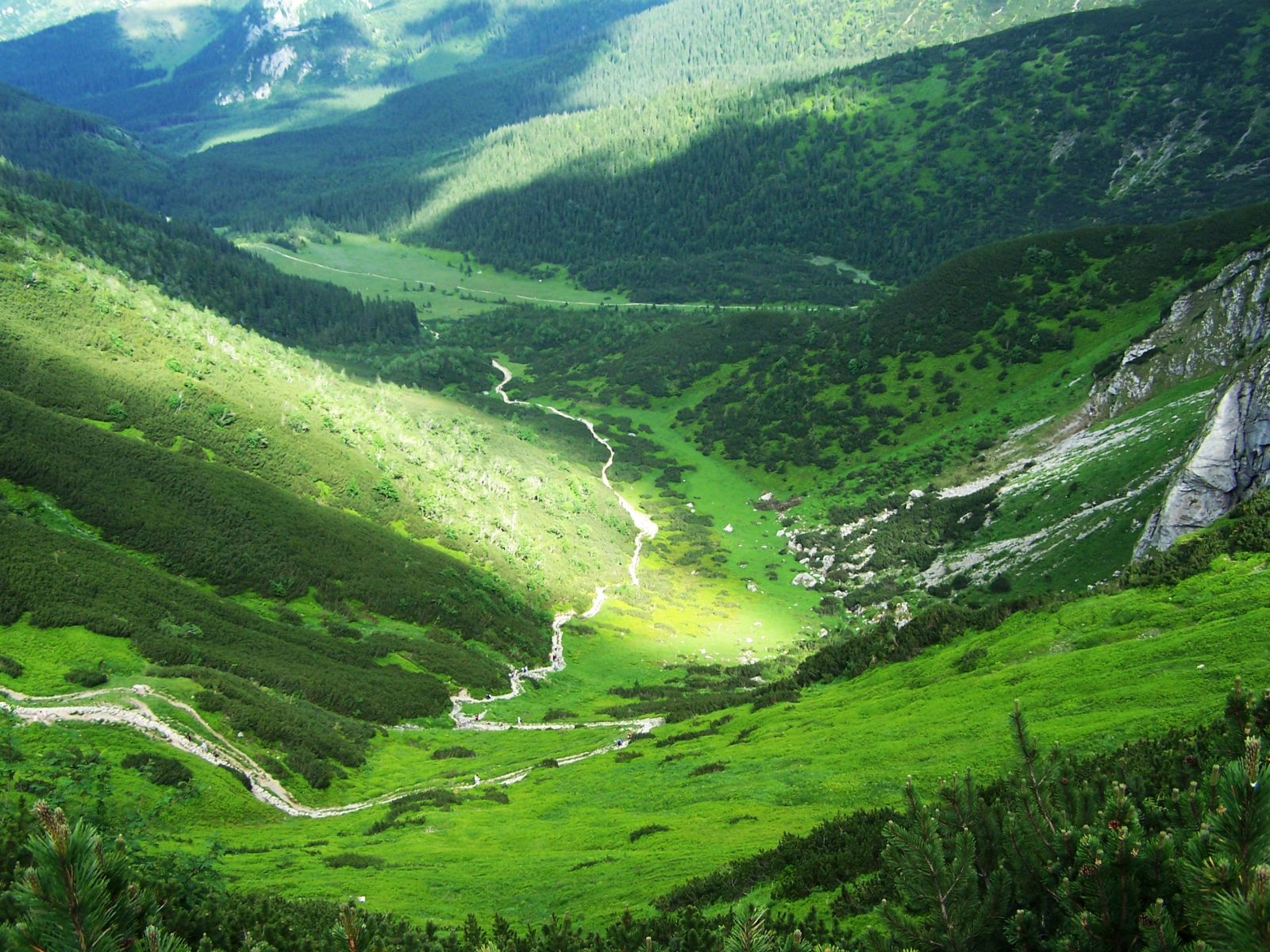
Widok z Przełęczy Kondrackiej

Dolina Kondratowa – dolina w Tatrach Zachodnich stanowiąca zachodnie odgałęzienie Doliny Bystrej.

## Topografia
Oddziela się od Doliny Goryczkowej około 200 m na północ od Kondrackich Rówienek, a następnie biegnie w kierunku południowo-zachodnim. Od południowo-zachodniej strony ograniczają ją stoki Kalackiej Kopy i Giewontu, od zachodu północna grań Kopy Kondrackiej, od południa główna grań Tatr na odcinku od Kopy Kondrackiej przez Suchy Wierch Kondracki i Suche Czuby po Goryczkową Czubę, od wschodu Kondratowy Wierch. Największym odgałęzieniem jest Dolina Sucha Kondracka. W górnym końcu Dolina Kondratowa rozgałęzia się na dwie odnogi: Dolinę Małego Szerokiego podchodzącą pod Kondracką Przełęcz oraz Długi Żleb podchodzący w okolice Przełęczy pod Kopą Kondracką. W Dolinie Małego Szerokiego wyróżnia się jeszcze niewielką kotlinkę, tzw. Piekło.

## Opis doliny
Większą część doliny budują skały wapienne. Rozwinięte w nich zjawiska krasowe powodują, że dolina jest sucha. Woda płynie podziemnymi wypływami i wypływa nagle w postaci Wywierzyska Bystrej. Krótki Kondratowy Potok wypełnia się wodą tylko po większych opadach. Dno doliny jest stosunkowo płaskie, gdyż w przeszłości było dnem stawu utworzonego przez morenę polodowcową. Ciekawa flora. M.in. występuje tutaj podejźrzon rutolistny i złoć mała – rośliny w Karpatach bardzo rzadkie. Środek doliny stanowi trawiasta Polana Kondratowa, na której położone są na wysokości 1333 m n.p.m. schronisko PTTK na Hali Kondratowej i dyżurka TOPR. Na południowo-wschodnich zboczach doliny znajdują się ogromne głazy, które oderwały się od ścian Giewontu i stoczyły w dół. W 1953 r. jeden z nich, ważący ok. 30 ton, uderzył w ścianę schroniska.
W przeszłości Dolina Kondratowa była wypasana, jej pasterskie tereny nazywano Halą Kondratową. Obecnie jest jedną z najczęściej odwiedzanych dolin tatrzańskich, prowadzą przez i ponad nią bardzo popularne szlaki turystyczne na Giewont i Czerwone Wierchy oraz bardzo widokowa trasa od Przełęczy pod Kopą Kondracką główną granią Tatr na Kasprowy Wierch.

## Szlaki turystyczne
– niebieski z Kuźnic do schroniska, a stąd dalej na Kondracką Przełęcz i Wielki Giewont
- Czas przejścia z Kuźnic do schroniska: 1:20 h, ↓ 1 h
- Czas przejścia ze schroniska na Giewont: 1:45 h, ↓ 1:15 h

 – zielony od schroniska na Przełęcz pod Kopą Kondracką. Czas przejścia: 1:20 h, ↓ 1 h.